# Meja

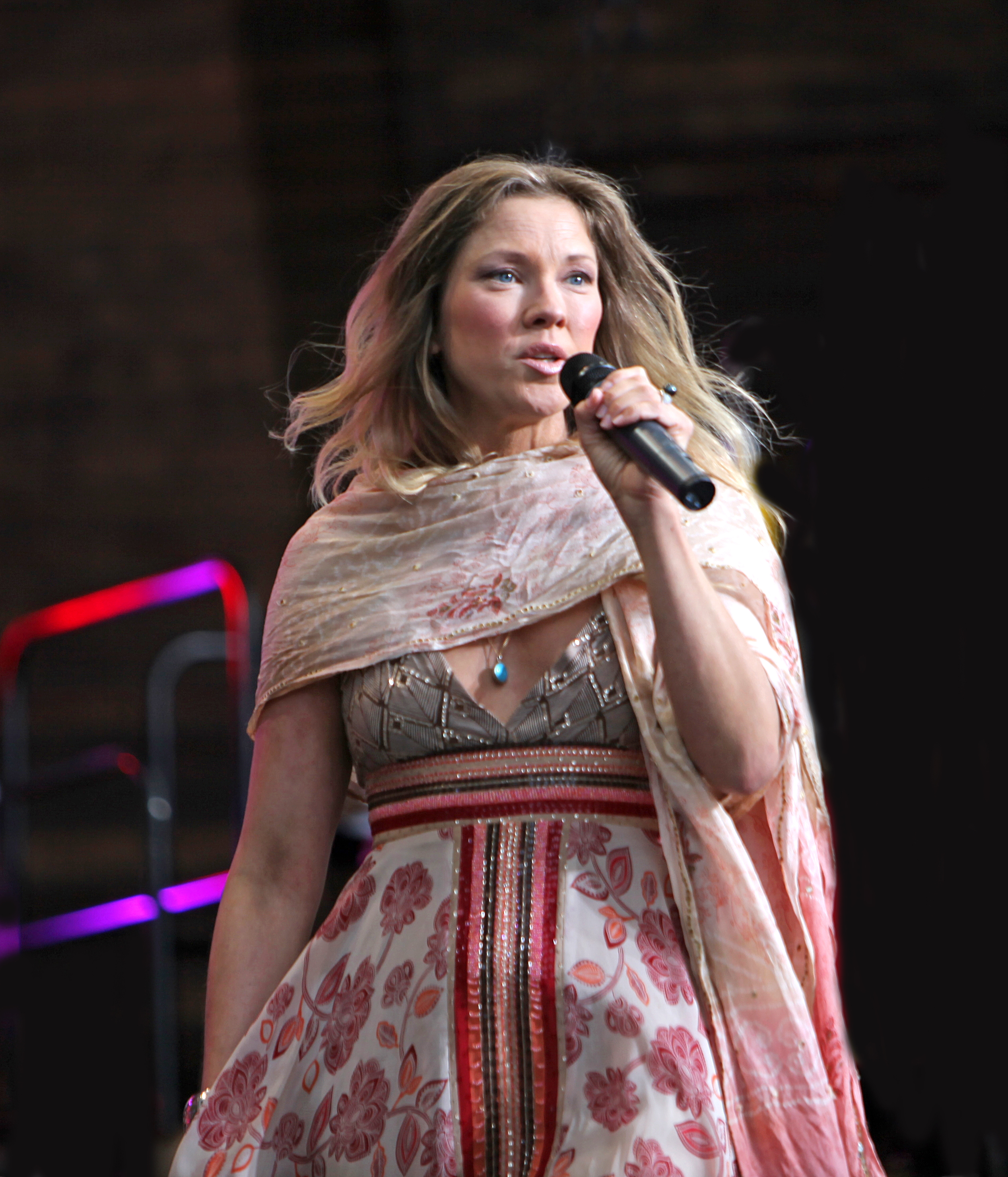
Meja

Anna Pernilla Bäckman, nascida em Nynäshamn, condado de Estocolmo, a 12 de Fevereiro de 1969), conhecida como Meja (pronúncia: "meiá"), é uma cantora sueca. Internacionalmente, ela é conhecida pelo seu single "All 'Bout The Money" (1998) - que, para além de ter chegado ao nº 12 no Reino Unido, entrou no top 10 da Suécia, da Noruega, da Dinamarca, dos Países Baixos e da Grécia - e pela sua participação na cover de Ricky Martin da canção "Private Emotion" (um original da banda The Hooters), lançado como single em 2000. 

## Discografia

### Álbuns
- Meja (1996)
- Live in Japan (1997)
- Seven Sisters (1998)
- The Flower Girl Jam
- My Best
- Realitales (2001)
- Mellow (2004)
- The Nu Essential (2005)
- Bohemian Behaviour (por lançar)(2006)

### Singles
- "How Crazy Are You?"
- "Raibow"
- "All 'bout the Money"
- "Intimacy"
- "Pop and Television"
- "Lay Me Down"
- "Hippies in the 60's"
- "Spirits"
- "Private Emotion" (com Ricky Martin)
- "Wake up call"
- "Life Is a River"